# Secret Agent
A Secret Agents című lemez a Robin Gibb harmadik kiadott önálló nagylemeze.

## Az album dalai
1. Boys Do Fall In Love  (Robin Gibb, Maurice Gibb) – 3:53
2. In Your Diary  (Barry, Robin és Maurice Gibb) – 3:43
3. Robot  (Robin és Maurice Gibb) – 3:45
4. Rebecca  (Robin és Maurice Gibb) -3:53
5. Secret Agent  (Robin és Maurice Gibb) -4:56
6. Livin' In Another World  (Barry, Robin és Maurice Gibb) – 3:42
7. X-Ray Eye's  (Robin és Maurice Gibb) -4:01
8. King Of Fools (Robin és Maurice Gibb) -3:43
9. Diamonds  (Robin és Maurice Gibb) -3:54

## Közreműködők
- Robin Gibb – ének
- Rob Kilgore – gitár, billentyűs hangszerek
- Chris Barbosa – ütőhangszerek
- Jim Tunnell – gitár, ének
- Maurice Gibb – ének, zongora, szintetizátor
- Evan Rogers, Cindy Mizelle, Audrey Wheeler, Arlene Gold, Lari White, Lori Ellsworth – backvokál
- hangmérnök: Dennis Hetzendorfer; Richard Achor

## Az album dalaiból megjelent kislemezek, EP-k
- Secret Agent / Robot
- A Boys Do Fall In Love / Diamonds